# Казы-Гирей, Николай Александрович
Николай Александрович Казы-Гирей (1866, Российская империя — 18 [31] декабря 1917, Харбин, Хэйлунцзян) — гражданский инженер, архитектор. Работал в Русском Харбине. 

## Биография
Из семьи Гиреев. Состоял в родстве с А. А. Бенуа. Первоначальное образование получил в Тифлисском кадетском корпусе. В 1887 году поступил в Петербургский институт гражданских инженеров, который окончил в 1892 году со званием гражданского инженера по первому разряду. 
Упоминается среди первых строителей КВЖД и города Харбина, работал над сооружением южной линии дороги под руководством инженера Ф. О. Гиршмана вместе с инженерами Б. А. Ринеком и А. И. Шидловcким.
Генерал-майор Ф. П. Рерберг упоминает Н. А. Казы-Гирея в своих мемуарах: «…среди спутников в поезде был инженер Казы-Гирей с молодой, энергичною женой».
Во время боксерского восстания с группой сотрудников подвергся нападению.
Стоял у истоков создания общества эсперантистов в Шанхае и Харбине.
Скончался 18 декабря 1917 года. Похоронен на Покровском (Старом) кладбище в Харбине.

## Проекты и постройки
Участвовал в строительстве КВЖД. Автор проектов и строитель в Харбине:
| Город  | Объект                     | Год       | Фото                   | Адрес                 | Комментарии |
| ------ | -------------------------- | --------- | ---------------------- | --------------------- | --- |
| Харбин | Собор Святого Станислава   | 1906—1907 | Harbin cathedral.jpg   | Большой проспект № 27 | Неоготика. Закрыт в 1966 году, был сильно поврежден, возобновлен в 2004 году, освящен в честь Святейшего Сердца Иисуса |
| Харбин | Церковь Успения Богородицы | 1908      | 哈尔滨圣母安息教堂.jpg | При Новом кладбище    | Неорусский стиль (архитектор-художник А. А. Бенуа отмечал, что сюжетика, иконография и характер расположения росписи на фасаде церкви идентичны Успенской церкви на кладбище Сент-Женевьев де Буа (1939)). Храм закрыт, богослужения не совершаются, используется, как выставочное помещение |

## Семья
- Жена — Александра Казы-Гирей.
- Сын — Алим Николаевич Казы-Гирей, упоминается среди русских студентов, уехавших учиться из Харбина в США[9].
- Дочь — Нина Николаевна Костомарова (Попова)/(Казы-Гирей). (1891—1965) Похоронена в г. Красноярске, на Троицком кладбище.
- Дочь — Тамара Николаевна Казы-Гирей.